# Streptocephalus trifidus
Streptocephalus trifidus är en kräftdjursart som beskrevs av Hartland-Rowe 1969. Streptocephalus trifidus ingår i släktet Streptocephalus och familjen Streptocephalidae. Inga underarter finns listade i Catalogue of Life.